# Samantha Boscarino
Samantha Joann Boscarino (* 26. Dezember 1994 im Ventura County, Kalifornien) ist eine US-amerikanische Schauspielerin.

## Leben
Ihre erste bedeutende Rolle spielte sie in dem von Tyra Banks produzierten Film Die Glamour-Clique – Cinderellas Rache. Sie erschien auch zusammen mit ihren Co-Stars Elizabeth McLaughlin, Ellen Marlow, Sophie Anna Everhard und Bridgit Mendler in der Tyra Banks Show. Boscarino hatte auch eine wiederkehrende Rolle in der vom Disney Channel ausgestrahlten Jugendserie Meine Schwester Charlie als Skyler. Sie hatte auch Gastauftritte in anderen Jugendserien wie JONAS L.A., True Jackson, Die Zauberer vom Waverly Place und im Film The Perfect Game. Von Februar bis Dezember 2012 spielte sie neben Cymphonique Miller die Hauptrolle der Molly Garfunkel in der Nickelodeon-Fernsehserie How to Rock. 2012 war sie im Musikvideo zum Lied Rocketship von Shane Harper zu sehen.

## Filmografie
- 2008: Die Glamour-Clique – Cinderellas Rache (The Clique)
- 2009: The Perfect Game
- 2009: Jonas L.A. (Jonas, Fernsehserie, Folge 1x09)
- 2010: Parenthood (Fernsehserie, Folge 1x09)
- 2010: True Jackson (True Jackson, VP, Fernsehserie, Folge 2x16)
- 2010: Die Zauberer vom Waverly Place (Wizards of Waverly Place, Fernsehserie, Folge 4x02)
- 2010–2011, 2014: Meine Schwester Charlie (Good Luck Charlie, Fernsehserie, 8 Folgen)
- 2011: Bucket & Skinner (Bucket & Skinner’s Epic Adventures, Fernsehserie, Folge 1x13)
- 2012: How to Rock (Fernsehserie, 26 Folgen)
- 2013: Jessie (Fernsehserie, Folge 3x07)
- 2014: Navy CIS (NCIS, Fernsehserie, Folge 12x08)
- 2014: Zoe Gone
- 2015: House of Lies (Fernsehserie, Folge 4x06)
- 2015: Das Leben und Riley (Girl Meets World, Fernsehserie, Folge 1x20)
- 2016: Der Cheerleader Killer (The Cheerleader Murders, Fernsehfilm)
- 2017: Animal Kingdom (Fernsehserie, Folge 2x10)
- 2018: Gott ist nicht tot – Ein Licht in der Dunkelheit (God’s Not Dead: A Light in Darkness)
- 2019: Atlanta Medical (Fernsehserie, Folge 3x04)
- 2019: We Die Alone (Kurzfilm)
- 2019: Shameless (Fernsehserie, Folge 10x02)
- 2022: Diamond in the Rough
- 2022: Law & Order: Special Victims Unit (Fernsehserie, Folge 24x05)